# Queuille
Queuille é uma comuna francesa na região administrativa de Auvérnia-Ródano-Alpes, no departamento Puy-de-Dôme. Estende-se por uma área de 10,13 km². Em 2010 a comuna tinha 289 habitantes (densidade: 28,5 hab./km²).